# George Washington Kirk
George Washington Kirk (* 25. Juni 1837 in Greeneville, Tennessee; † 17. Februar 1905 in Gilroy, Kalifornien) war ein US-amerikanischer Offizier, Geschäftsmann und Farmer.

## Frühe Jahre
George Washington Kirk wurde 1837 im Greene County geboren und wuchs dort auf. Seine Jugendjahre waren von der Wirtschaftskrise von 1837 überschattet und die Folgejahre vom Mexikanisch-Amerikanischen Krieg. Er erhielt eine liberale Erziehung. 1860 heiratete er Marie L. Jones.

## Bürgerkrieg
Es ist nicht bekannt, ob Kirk zu Beginn des Bürgerkrieges freiwillig in die Konföderiertenarmee eintrat oder rekrutiert wurde. Seine Gesinnung war allerdings ausgesprochen unionistisch. In diesem Zusammenhang verließ er 1862 den Staat, um in die Unionsarmee einzutreten. Er wurde mehrere Male befördert.
Der Generalmajor John McAllister Schofield autorisierte Kirk am 13. Februar 1864, der zu jener Zeit in der Second North Carolina Mounted Infantry diente, ein Regiment aus Unionisten aus Ost-Tennessee und West-North Carolina auszuheben. Dieses Regiment wurde als Third North Carolina Mounted Infantry Regiment bekannt. Obwohl es sich dabei eigentlich um ein Infanterieregiment handelte, war Kirk ermächtigt es, mit eigenen oder erbeuteten Pferden auszustatten. Die erste Kompanie wurde am 11. Juni 1864 aufgestellt. Kirk wurde zum Colonel des Third North Carolina Mounted Infantry Regiment ernannt. Im April 1864 agierte er im Shelton Laurel Gebiet im Madison County (North Carolina).
Am 13. Juni 1864 machte er sich mit ungefähr 130 Mann von Morristown (Tennessee) zwecks eines Angriffs auf Camp Vance bei Morganton (North Carolina) auf. Die Soldaten marschierten durch Bull's Gap in Greeneville und Crab Orchard (Tennessee). Sie passierten die Grenze von North Carolina und durchwateten dann den Toe River ungefähr sechs Meilen südlich von den Cranberry Iron Works. Dann überquerten sie den Linville River am Nachmittag des 26. Juni und den Upper Creek bei Einbruch der Nacht am 27. Juni 1864. Sie marschierten die ganze Nacht hindurch und erreichten Camp Vance zum Wecksignal am 28. Juni 1864. Camp Vance war ein Ausbildungslager für Rekruten, die noch nicht unter Waffen standen. Das Ausbildungslager wurde übergeben und 40 Wehrpflichtige verpflichteten sich unverzüglich unter Colonel Kirk. Mit Ausnahme der Kranken und der Amtsärzte wurden alle übrigen Gefangenen nach Tennessee gebracht. Die Amtsärzte wurden auf Ehrenwort freigelassen, während die Kranken (ungefähr 70 Mann) so gehen gelassen wurden, da die Unionssoldaten keine Zeit hatten, sie auf Ehrenwort freizulassen. Einem konföderierten Bericht zufolge waren die Kranken nicht wirklich krank. Sie standen auf der Krankenliste und wurden durch die Amtsärzte in das Krankenhaus aufgenommen, um erfolgreich ihre Gefangennahme zu verhindern. Einer der konföderierten Amtsärzte berichte folgendes:

„Col. Kirk claimed to be a regular U.S. Officer, carried a U.S. Flag, and his men were all in Federal uniforms.“

„Col. Kirk behauptete, U.S. Officer zu sein, führte eine Flagge der Vereinigten Staaten mit sich und seine Männer trugen sämtlich die Uniform des Bundes.“

In einem weiteren konföderierten Bericht über diesen Vorfall wird berichtet, dass die meisten Männer von Kirk mit Spencer-Repetiergewehren bewaffnet waren. Trotz mehrerer kleiner Scharmützel auf dem Rückweg kehrte Kirk mit seinen Männern und den Gefangenen sicher nach Tennessee zurück.
Ende September 1864 wurden Colonel Kirk und seine Männer in Bull's Gap zurückgelassen, um die Position zu halten, währenddessen trieben die restlichen Truppen von Generalmajor Alvan Cullem Gillem die konföderierten Truppen aus Rheatown, Greeneville und Carter's Station über den Watauga River. Konföderierte Späher meldeten dann Ende Oktober 1864, dass Kirk und seine Männer nach Knoxville zurückgekehrt seien.
Am 9. Dezember 1864 verließ Kirk mit seinem Regiment, welches als Spähtrupp fungieren sollte, Knoxville in Richtung von Upper East Tennessee. Am 29. Dezember 1864 geriet er bei den Red Banks of Chucky River in der Nähe der Grenze von North Carolina in ein Gefecht mit 400 Konföderierten, Infanterie und Kavallerie, welche unter dem Kommando von Colonel James Keith standen. Keith und seine Männer gehörten dem 64th North Carolina an. Colonel Kirk berichtete, dass 73 Rebellen getötet und 32 gefangen genommen wurden, während auf seiner Seite nur 3 Verwundete zu verzeichnen waren. Am 14. Januar 1865 kehrten Kirk und seine Männer nach Knoxville zurück.
Ende Februar und Anfang März 1865 führte Colonel Kirk eine Reihe von Überraschungsangriffen (Raids) in den meisten westlichen Counties von North Carolina durch, darunter: Caldwell County, McDowell County, Haywood County, Watauga County und Macon County. Das Third North Carolina Mounted Infantry Regiment war allgemein als Kirk's Raiders bekannt, da die Einheit oft die Region brandschatzte und plünderte. Bei einem dieser Überraschungsangriffe verließen er und eine kleine Streitmacht aus 400 Kavalleristen und 200 Infanteristen am 4. Februar 1865 Newport (Tennessee) in Richtung vom Haywood County. Die Kirk's Raiders erreichten im Verlauf ihres Überraschungsangriffs über den alten Cataloochee Turnpike den County Seat Waynesville. Dort plünderten sie Geschäfte, stahlen mehrere Pferde, töteten 20 Männer und brannten mehrere Häuser nieder, einschließlich des Hauses von Lieutenant-Colonel James R. Love sowie der früheren Residenz seines Großvaters, Robert Love, einem Helden aus dem Unabhängigkeitskrieg. Danach griffen die Kirk's Raiders das Gefängnis von Waynesville an, befreiten die Gefangenen und brannten das Gefängnis nieder.
Das Ende der Konföderierten Staaten stand 1865 kurz bevor. Daher war Colonel Kirk der Auffassung, dass er und seine Männer nur auf minimalen Widerstand stießen würden, sobald sie die Gemeinden in West North Carolina auf ihrem Raubzug erreichen würden. Ihnen entgegen stellte sich aber die Thomas’ Legion, welche eine Truppenstärke von 2.500 Soldaten hatte und aus lokalen Highlandern und Cherokee-Indianern bestand. Lieutenant-Colonel William W. Stringfield von der Thomas’ Legion berichtete:

„... it had been reported in Tennessee that Kirk’s troops would be welcomed in North Carolina. They were, but with bloody hands to hospitable graves.“

„... in Tennessee war berichtet worden, dass Kirk's Truppen in North Carolina willkommen geheißen würden. Das wurden sie, jedoch mit blutigen Händen und einladenden Gräbern.“

Das Regiment von Lieutenant-Colonel Love und Scharfschützen von Lieutenant Robert T. Conley von der Thomas’ Legion zwangen schließlich die Kirk's Raiders, sich über die Balsam Mountains bei Soco Gap zurückzuziehen. Dieser Punkt liegt auf einer Anhöhe von 4.345 Fuß Höhe und 13 Meilen nordwestlich von Waynesville entfernt. Die Cherokees bezeichnen das Soco Gap als Ahalunun'yi oder Ambush Place.
Am Morgen vom 6. März 1865 griffen Lieutenant-Colonel Stringfield und ein Bataillon mit vielen Cherokees aus dem Jackson County und dem Swain County die Kirk's Raiders bei Soco Creek an, die sich auf dem Rückzug befanden. Die Cherokees bezeichnen den Soco Creek als Sagwa'hi oder One Place. Die Kirk's Raiders wurden von dort über die Smoky Mountains in Richtung Sevierville (Tennessee) gedrängt. Die Konföderierten behaupten, einige Unionssoldaten getötet und mehrere verwundet zu haben. Außerdem sollen sie einige Pferde erbeutet haben. Die Thomas’ Legion hatte die Kirks Raiders umzingelt. Die Tatsache, dass jeder Soldat in der Thomas’ Legion nur noch etwa fünf Kugeln hatte, verhinderte Schlimmeres für Kirk und seine Männer.
Colonel Kirk hegte die Hoffnung, während seiner zahlreichen Überraschungsangriffe im West North Carolina den Cherokee-Häuptling Thomas, den kommandierenden Colonel der Thomas’ Legion, gefangen zu nehmen. Hingegen wären Kirk und seine Männer bei Soco Gap und Soco Creek beinahe gefangen genommen, getötet oder sogar skalpiert worden. Dies waren Kirks härteste Kampfhandlungen im West North Carolina.
Am 24. März 1865 leitete Generalmajor George Stoneman den Stoneman's Raid ein. In diesem Zusammenhang verließ er Morristown (Tennessee) für einen Überraschungsangriff in Richtung Südwest-Virginia und West North Carolina. Das Primärziel dieser Operation war die Zerstörung von Eisenbahnlinien in Virginia und North Carolina sowie den erwarteten Rückzug von General Robert Edward Lee aus Virginia zu behindern. Im Rahmen dieser Operation nahmen die 2. und die 3. North Carolina Mounted Infantry unter dem Kommando von Colonel Kirk teil, die nach Boone (North Carolina) geschickt wurden. Sie besetzten dort die strategische Position bei Deep and Watauga Gaps, um die Straßen über die Berge nach Tennessee freizuhalten. Dies sollte Stonemans Truppen die Rückkehr nach Hause gestatten, sobald ihre Mission erfüllt war.
Im April 1865 befahl Brigadegeneral Davis Tillson während des Stoneman's Raid Colonel William C. Bartlett (2. North Carolina Mounted Infantry) und Colonel Kirk (3. North Carolina Mounted Infantry) nach West North Carolina vorzudringen und die verbliebenen konföderierten Truppen in den Bergen zu überraschen. General Tillson hatte die United States Military Academy in West Point (New York) besucht. Wegen einer schweren Fußverletzung musste sein Fuß amputiert werden. Anschließend verließ er West Point.
Lieutenant Robert T. Conley und die Kompanie F, welche er im Regiment von James R. Love, Thomas’ Legion, befehligte, griffen bald Colonel Bartlett und seine Männer bei Waynesville an. Dabei wurden Bartlett und seine Männer in der Nacht vom 6. Mai 1865 durch das Cherokee Bataillon und Loves Regiment umzingelt, während sie sich an dem Raubgut aus Waynesville vergnügten.
Am 10. Mai 1865 nahmen Unionstruppen den Konföderierten Präsidenten Jefferson Davis bei Irwinville (Georgia) gefangen. Zuvor hatte der Cherokee-Häuptling Thomas am 9. Mai 1865 kapituliert. Am 12. Mai 1865 ergaben sich dann die Überlebenden des Bataillons von Lieutenant-Colonel William W. Walker aus der Thomas’ Legion, welches unter dem Kommando von Captain Stephen Whitaker stand, am Macon County Court House in Franklin (North Carolina) den Truppen von Colonel Kirk. Dies war die letzte formelle Kapitulation von konföderierten Truppen östlich des Mississippi Rivers. Ein Wandgemälde im Gerichtsgebäude von Franklin gedenkt dieses Ereignisses. Captain Whitaker und die Kompanie E vom First Battalion der Thomas’ Legion waren in der Nähe von Franklin (North Carolina) stationiert. Sie nahmen an einem kurzen Scharmützel bei Hanging Dog im Cherokee County teil und waren in Richtung White Sulphur Springs unterwegs, um dort Thomas zur Verstärkung zu kommen, als sie gefangen genommen wurden.

## Späte Jahre
Nach dem Ende des Krieges lebte Kirk kurze Zeit in Asheville und in Rutherfordton (North Carolina), wo er einen kleinen Laden eröffnete. Allerdings kehrte er bald darauf nach Tennessee zurück, wo er sich hauptsächlich der Landwirtschaft im Washington Count widmete. 1867 bekam er ein Offizierspatent in der Miliz von Tennessee. Zwei Jahre später kommandierte er ein Regiment, welches das Jackson County und das Overton County besetzte. In dieser Zeit verhaftete er mehrere Mitglieder des Ku-Klux-Klans.
Während eines Besuchs in Washington, D.C. im Juni 1870 als War Claims Agent wurde er durch den Gouverneur William Woods Holden beauftragt, ein Regiment der Miliz von North Carolina in den Bergen auszuheben, um die Gräueltaten des Ku-Klux-Klans im Alamance County und Caswell County zu unterbinden. Er warb über 600 Mann an, von denen einige Kriegskameraden in der Armee waren. Etwa ein Drittel von ihnen stammte aus Tennessee. Im Juli 1870 zog er mit 200 Mann nach Alamance County und Caswell County. Dort nahm er etwa 100 Männer wegen Mordes und anderer schwerer Verbrechen fest. Gegner von ihm warfen der Miliz Gräueltaten vor, allerdings bezeugten Gefangene von Kirk eine faire Behandlung. Dabei gab es wenige Ausnahmen, wo sie nicht unter seiner unmittelbaren Kontrolle standen. Obwohl der sogenannte Kirk-Holden-Krieg den Klan und dessen Aktivitäten in den zwei Counties schließlich zu Fall brachte, wurden die Gefangenen aufgrund von Absprachen mit lokalen Beamten und der Unfähigkeit des Gouverneurs, sie vor ein Sondertribunal zu stellen niemals bestraft. Darüber hinaus wirkte sich die Kampagne negativ für die Republikaner aus. Die Demokraten errangen im August 1870 bei den Parlamentswahlen in North Carolina einen Sieg. In der Folgezeit strebten sie ein erfolgreiches Amtsenthebungsverfahren gegen Gouverneur Holden an.
Kirk war unmittelbar rechtlichen Vergeltungsmaßnahmen seiner früheren Gefangener ausgesetzt. Nachdem die Miliz im September 1870 ausgezahlt wurde, zog er nach Raleigh, um einer Verhaftung durch Sheriffs aufgrund eines angeordneten Bundeshaftbefehls zu entgehen und den Gerichtszustellern. Kirk wurde im Dezember 1870 von den Bundesanklagepunkten freigesprochen. Allerdings bedrohte ihn ein Mob, so dass er heimlich und auf einem Umweg zu sich nach Hause in Tennessee zurückkehrte.
Bald darauf zog er nach Washington, D.C., wo er als Polizeibeamter diente, der Regierungsgebäude bewachte. Er war dann mehrere Jahre lang im Patentamt tätig. Danach kehrte er in die Berge zurück und war im Bergbau tätig. Berichten zufolge machte und verlor er mehrere Vermögen. Aufgrund einer Herz- und Nierenerkrankung im Jahr 1898 ließ er sich in Kalifornien nieder. In der Folgezeit zog er mehrere Male um, vor allem in den Bergbaugebieten. 1900 lebte er in Oakland. Kirk verstarb 1905 in Gilroy. Er wurde von seiner Ehefrau und zwei Söhnen überlebt: John A., einem Architekten und Highway Construction Official in Gilroy, und W.T.S., einem Bergbauingenieur in Alameda.